# Vivesa
Vives i Vidal SA o Vivesa és una empresa dedicada a la cotilleria. L'edifici fabril al municipi d'Igualada forma part de l'Inventari del Patrimoni Arquitectònic de Catalunya. Consta d'una gran nau principal (fàbrica) i d'una peça rodona (oficines) amb un tancament de mur cortina. En una ampliació recent, s'hi ha afegit un nou edifici (mole) de color marró amb un intent d'alleugerir la façana mitjançant uns panells d'alumini vertical.